# Арубський флорин
Арубський флорин (нід. Arubaanse florin) — національна валюта Аруби з 1986 року. Один флорин поділяється на 100 центів.

## Історія
Арубський флорин був введений після того, як Аруба отримала свій окремий статус від Королівства Нідерланди в 1986 році. Раніше антильский гульден був валютою Аруб.
З часу свого введення  в  1986 року валюта має фіксований обмінний курс по відношенню до долара США: 1 долар США = 1,79000 AWG. Отже, курс арубского флорина перейшов від Антильська гульдена.

## Грошові знаки
В 1986 році в обіг були введені монети номіналом 5, 10, 25 і 50 центів, 1 i 2½ флорина, та  банкноти номіналом  в 5, 10, 25, 50 і 100 флоринів. У 2005 році банкнота 5 флоринів була замінена монетою, а також було  введено в обіг банкноту номіналом 500 флоринів. Всі монети виготовляються з акмоніталу за винятком 5 флоринів, які після 2005 року почали карбуються з алюмінієвої бронзи. Цікаво що номінал в  50 центів  - єдина монета, яку випускають у формі квадрата, і він має назву: «йотін».На звороті кожної монети в  1-, 2½- та 5-флорина зображений профіль нинішнього глави держави Королівства Нідерландів. З 1986 по 2013 рік це була королева Беатрікс, а з 2014 року - король Віллем-Олександр. Більше того, лише ці три монети мають  вдавлений  гуртовий напис, а саме: "God sij met ons”, що означає "З нами Бог". Також Центральний банк Аруби  ввів банкноти номіналом 5, 10, 25, 50 та 100 флоринів. У 1990 році банк випустив ті ж номінали  банкнот нового яскравого типу, який створив арубанський художник Евеліно Фінгал. Будучи директором Археологічного музею, Фінгал знайшов натхнення в старих індійських картинах і горщиках. Фінгал поєднав декоративні мотиви, знайдені на доколумбовій кераміці із зображеннями тварин, унікальних для острова. Банкнота в  500-флоринів були введені в обіг у 1993 році,  5-флоринова банкнота була вилучена з обігу, та  замінена квадратної монетою в 1995 році з таким самим номіналом, але у зв'язку з  випадками її  підробки  цей тип квадратної монети було вилучено з обігу в 2005 році і замінено на тип  монети круглої форми.
У  2003 ріці була  випущена  покращена модифікація  банкнот номіналом в  10, 25, 50, 100 та 500 флоринів. 
У 2019 році Центральний банк Аруби  представив нову серію банкнот номіналом  в 10-, 25-, 50-, 100 та 200 флоринів,  де 200 флоринів  стали тепер новим номіналом. Нова серія  отримала назву : - "Життя в Арубі", оскільки містить елементи флори, фауни, культурної спадщини, пам'ятників та визначних пам'яток Арубі. Вони були випущені  а обіг 4 червня 2019 року і знаходяться в обігу поряд із серією 2003 року до 11 серпня, після чого серія банкнот 2003 року була вилучена з обігу . Комерційні банки Аруби  приймали  банкноти серії 2003 року до 4 грудня 2020 року, після чого купюри будуть погашені в Центральному банку Аруби протягом 30 років до 11 серпня 2049 року.

## Банкноти
| Банкноти арубського флорина (2019 випуску) | Банкноти арубського флорина (2019 випуску) | Банкноти арубського флорина (2019 випуску) | Банкноти арубського флорина (2019 випуску) | Банкноти арубського флорина (2019 випуску) | Банкноти арубського флорина (2019 випуску)   | Банкноти арубського флорина (2019 випуску) |
| Зображення                                 | Зображення                                 | Номінал                                    | Основний колір                             | Опис                                       | Опис                                         | Дата випуску                               |
| Аверс                                      | Реверс                                     | Номінал                                    | Основний колір                             | Аверс                                      | Реверс                                       | Дата випуску                               |
| ------------------------------------------ | ------------------------------------------ | ------------------------------------------ | ------------------------------------------ | ------------------------------------------ | -------------------------------------------- | ------------------------------------------ |
|                                            |                                            | 10 Afl.                                    | Синій                                      | Черепаха                                   | Руїни золотоплавильного заводу Бушірібана    | 01-01-2019 (1 січня 2019)                  |
|                                            |                                            | 25 Afl.                                    | Помаранчевий                               | Птах                                       | Глечик                                       | 01-01-2019 (1 січня 2019)                  |
|                                            |                                            | 50 Afl.                                    | Червоний/фіолетовий                        | Краб                                       | Вежа Віллема III, Форт Заутман (Оранджестад) | 01-01-2019 (1 січня 2019)                  |
|                                            |                                            | 100 Afl.                                   | Зелений                                    | Ігуана                                     | Танцюристи                                   | 01-01-2019 (1 січня 2019)                  |
|                                            |                                            | 200 Afl.                                   | Коричневий                                 | Птах                                       | Арган, барабан                               | 01-01-2019 (1 січня 2019)                  |